# Predrag Jokić
Predrag Jokić (em montenegrino:  Предраг Јокић; Kotor, 3 de fevereiro de 1983) é um jogador de polo aquático montenegrino, medalhista olímpico.

## Carreira
Jokić fez parte do elenco que conquistou a medalha de prata nos Jogos Olímpicos de Atenas 2004, representando a então Sérvia e Montenegro. Já competindo por Montenegro independente, esteve em três edições de Jogos Olímpicos, ficando em quarto lugar tanto em Pequim 2008 quanto em Londres 2012 e no Rio 2016.